# Свети Георги (Петрич)
Вижте пояснителната страница за други значения на Свети Георги.
„Свети Георги“ е православна църква в българския град Петрич, част от Неврокопската епархия на Българската православна църква.

## История
Храмът е разположен в източния край на махалата Дълбошница, в подножието на Беласица в югоизточния край на града. Първата църква на мястото е изградена през 1920-21 година от заселените в града българи бежанци от Егейска Македония. Камъните за градежа му са от разположените на километър на изток развалини на манастира „Свети Спас“, разрушен през XIX в. В 1967 година църквата е наново изградена върху основите на стария храм. В новата църква са пренесени царските двери и мощите на Яков Костурски.
През 2010 година отваря врати неделно училище към храма - то е наречено „Свети Архангел Михаил“. Помещава се в новата сграда зад черквата. На втория етаж на новата сграда се изгражда и параклис в чест на Архангел Михаил.